# Вулиця Володимира Великого (Черкаси)
Вулиця Володимира Великого — вулиця в Черкасах.

## Розташування
Починається від узвозу Старособорного та пролягає до вулиці Припортової.

## Історія та назва
Вперше вулиця згадується 1893 року як Єврейська, але тоді вона проходила до вулиці Старобазарна (узвіз Замковий). Далі простягалась вулиця Красна. В 1923 році нове продовження вулиця Красної називалось Іванівською вулицею. В 1941 році всі 3 вулиці були об'єднані в одну, назвали її на честь Шолом Алейхема. Під час німецької окупації в 1941-1943 роках вулиця називалась Кошовою, потім їй було повернуто довоєнну назву. З 1961 до 2023 року вулиця носила назву на честь радянського космонавта Юрія Гагаріна.
13 липня 2023 року Черкаська міська рада перейменувала частину вулиці Гагаріна на честь Великого князя київського Володимира Великого.